# Dermophiidae
Dermophiidae är en familj av maskgroddjur som beskrevs av Taylor 1969.
Familjens medlemmar förekommer i tropiska regioner av Amerika och Afrika. Utbredningsområdet sträcker sig i Amerika från södra Mexiko till norra Colombia. Andra arter lever i västra Afrika eller i östra Afrika (Kenya och Tanzania).
Enligt Amphibian Species of the World delas familjen i fyra släkten:
- Dermophis, 7 arter.
- Geotrypetes, 3 arter.
- Gymnopis, 2 arter.
- Schistometopum, 2 arter.